# El Colegio, Michoacán
El Colegio är en ort i Mexiko.   Den ligger i kommunen Tarímbaro och delstaten Michoacán de Ocampo, i den södra delen av landet, 220 km väster om huvudstaden Mexico City. El Colegio ligger 1 867 meter över havet och antalet invånare är 1 182.
Terrängen runt El Colegio är kuperad västerut, men österut är den platt. Runt El Colegio är det tätbefolkat, med 411 invånare per kvadratkilometer. Närmaste större samhälle är Morelia, 8,1 km söder om El Colegio. I omgivningarna runt El Colegio växer huvudsakligen savannskog.